# شهود

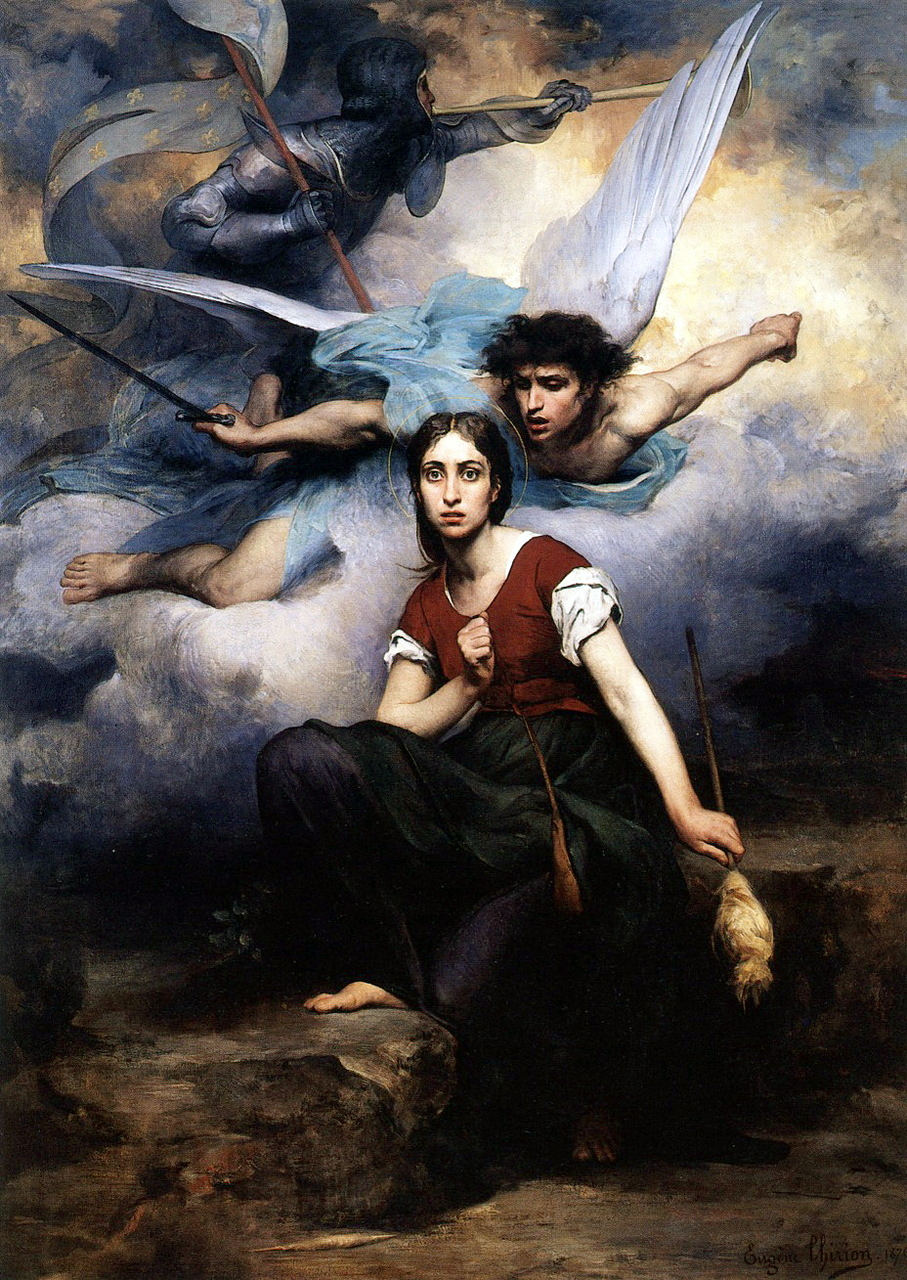
ژاندارک شهود خویش را بر شارل هفتم پادشاه فرانسه عرضه کرد، او آن را پذیرفت و به او سپاه داد، سربازان نامی بسیاری در پی باور به شهود ژاندارک در راه آزادی فرانسه جنگیدند و کشته شدند. (نقاشی، اثری از اوژن ترون)

شهود (به انگلیسی: Intuition) دریافت بی‌میانجی یک چیز یا فراگیری دانش بی‌نیاز از اثبات و استدلال است. شهود به معنی:دریافت، کشف، گواهان و ناظران است.
تعریف شهود از سوی فیلسوفان: دسترسی سرراست به دانش ناخودآگاه، شناخت ناخودآگاه، حسگر درونی، بینش درونی به شناسایی الگوی ناخودآگاه و توانایی پی بردن به چیزی غریزی بی‌نیاز به استدلال آگاهانه.

## اقسام شهود
شهود دو قسم است: شهود کاذب و شهود صادق.

### شهود صادق
گاهی انسان با حقایق عینی (مانند مثال منفصل) رابطه برقرار می کند و آن را می یابد؛ یعنی در درون این انسان، تمثّلات مَلَکی یا رحمانی متمثّل می شود.

### شهود کاذب
گاهی انسان با مثال متصل و هوای نفس خود یا یا با تمثلات شیطانی ارتباط می یابد، چنان که چیزی را در رویای کاذب می بیند. به سخن دیگر، مشهود انسان در این حالت، خاطرات نفسانی یا القائات شیطانی متمثل شده درون اوست. چنین شهودی، حق و صدق نیست، چون این علم حضوری با شهود منسوجات وهم و خیال پدید می آید و با واقعیت ارتباطی ندارد.

## فلسفه
در بخشبندی عارفان کشف و شهود را به دو گونه شناسایی کردند نمادین و معنوی. دیدارهای نمادین در جهانِ نمادها یا همان برزخ رخ می‌دهد و کشف معنوی وابسته به جهان‌های بالاتر از برزخ است که برای رهروی راه شناخت پیش می‌آید.
در تصوف شهود را به آمادگی (حضور) قلب برداشت می‌کنند و آن را به مانند دیدن حق نشان می‌دهند. این واژه بیشتر دارای باری معنایی به گونه دریافت چیزی از درون یا رؤیایی راستین (در بیداری)، یا به گونه دریافتی بی کاربرد حس اندامی، یا مفهوم نوس در فلسفه می‌باشد. نمونه‌های نامیده شده به شهود، زمینه‌هایی بسیار از یکدیگر جدا هستند، ولی بیشترِ روندی که به شهود می‌انجامد، به وارون «تفکر منطقی»، برای شهود کننده ناشناخته است.
شهود، ریشه پدید آمدن دیدگاه‌ها، دریافتها، داوریها و باورهایی می‌شود از آنجا که آزموده‌ای گواهی ناپذیر، ولی از دید عقلانی پذیرفتنی است. در همین راستا فیلسوفانی مانند سهروردی و ملاصدرا مکاشفات عرفانی را به گونه ریشه یابی بازگو کردند.
در گذشته شهود زمینه ای چشمگیر برای مذاهب، عرفان و علوم خفیه بوده است، و امروزه روشنگری چگونگی این پدیده در هسته نگاه روان‌شناسی و روان‌پزشکی است، چنان‌که همیشه زمینه ای پرکاربرد در ادبیات نوشتاری و سینما نیز بوده است. در گفتار ساده نیم‌کره راست مغز با سازوکار مغزی وابسته به زمینه‌های شهودی مانند زیبایی‌شناسی یا توانایی‌های همگانی خلاقیت پیوند دارد. اینکه شهود می‌توانسته در پیوند با برخی نوآوری‌های دانشی، نوساخته‌ها و یافته‌های برخی از دانشمندان بوده باشد در میان پژوهشگران جای ناسازگاری است.
در کتاب «تجربه دینی و مکاشفه عرفانی» صفحه۱۳۱_۱۳۶ چنین آمده است: «کشف، از سنخ علم حضوری است و قابل انتقال به دیگران نیست و در حوزه «مَنِ» مکاشف باقی می‌ماند»